# Buxus muelleriana
Buxus muelleriana är en buxbomsväxtart som beskrevs av Ignatz Urban. Buxus muelleriana ingår i släktet buxbomar, och familjen buxbomsväxter. Inga underarter finns listade i Catalogue of Life.